# 魔法黑森林
《魔法黑森林》（英語：Into the Woods）是一部2014年由羅伯·馬歇爾执导的美国奇幻歌舞片，由编剧詹姆斯·拉派恩改编自拉派恩和史蒂芬·桑坦联合创作的、托尼奖获奖百老汇音乐剧《拜訪森林》，剧中融合了英國童話“杰克与豌豆”及德國《格林童话》中“灰姑娘”、“小红帽”和“长髮姑娘”共四个故事与角色並加入聖經裡大衛與歌利亞的劇情。迪士尼电影公司制作发行，为迪士尼公司自1999年的《安妮》（Annie）以来制作发行的首部百老汇歌舞片。美国于2014年12月25日上映。

## 剧情
麵包師傅（詹姆斯·柯登 飾）和他的妻子（愛蜜莉·布朗 飾）被女巫（梅莉·史翠普 飾）施了咒語，此詛咒為「終生膝下無子」。一心想擁有孩子的夫婦倆為了破除咒語，答應女巫的條件交換，進入森林設法取得女巫所需要的物品以換得解藥。這四樣物品是「如牛奶般雪白的乳牛」、「如鮮血般鮮紅的斗蓬」、「如粟米般金黃的長髮」以及「如黃金般閃亮的鞋子」。
過程中，包括傑克、小紅帽、長髮公主和灰姑娘等人亦為了解決各自的煩惱，而陰錯陽差地捲入了這場大混戰。

## 角色
| 演員              | 角色           |
| ----------------- | -------------- |
| 詹姆斯·柯登       | 麵包師傅       |
| 愛蜜莉·布朗       | 麵包師傅的妻子 |
| 梅麗·史翠普       | 巫婆           |
| 安娜·姬妲妮       | 灰姑娘         |
|      | 傑克           |
|      | 小紅帽         |
|      | 長髮姑娘       |
| 克里斯·潘恩       | 白馬王子       |
| 比利·馬格努森     | 長髮姑娘的王子 |
|                   | 傑克的母親     |
|      | 麵包師傅的父親 |
|      | 女巨人         |
| 克莉絲汀·巴倫絲基 | 灰姑娘的後母   |
|      | 灰姑娘的生母   |
|      | 芙洛琳達       |
|      | 露辛達         |
| 安妮特·克罗斯比   | 小紅帽的奶奶   |
| 強尼·戴普         | 大野狼         |

## 制作
2013年9月在伦敦的謝柏頓製片場开拍，其他取景地包括位于肯特郡的多佛爾城堡、萨里郡的韋弗利修道院（熙笃会隐修院），以及伦敦的里士满公园。同年11月27日杀青。

## 迴響

### 评价
爛番茄基於185個專業評論有71%的新鮮度，平均分6.6。在Metacritic上根據38篇影評，得分74。《旧金山纪事报》给70分：影片忠于原著音乐剧但是又不盲从，保留了大部分的歌曲但是简化了后半部分的故事情节。《综艺》给70分：马歇尔导演没能拍出一部音乐剧杰作，但是也没有搞砸。

### 票房
美国首周末收获3102万美元列第三位，圣诞节当天收1509万获亚军，首周四天累计4611万。次周末收入1907万居亚军。第三周末入账975万列第三位。
| 上一届： 《救參96小時3》 | 2015年香港週末票房冠軍 第3週   | 下一届： 《美國狙擊手》 |
| 上一届： 《救參96小時3》 | 2015年香港一週票房冠軍 第3-4週 | 下一届： 《美國狙擊手》 |

## 榮譽
| 獎項                         | 頒獎典禮       | 類別                        | 得獎者獲入圍者 | 結果 |
| ---------------------------- | -------------- | --------------------------- | --- | ---- |
| 第87屆奧斯卡金像獎           | 2015年2月22日  | 最佳女配角獎                | 梅莉·史翠普 | 提名 |
| 第87屆奧斯卡金像獎           | 2015年2月22日  | 最佳藝術指導獎              | 藝術指導：丹尼斯·盖斯纳；道具：安娜·平諾克 | 提名 |
| 第87屆奧斯卡金像獎           | 2015年2月22日  | 最佳服裝設計                | 柯琳·艾特伍 | 提名 |
| AACTA獎                      | 2015年1月31日  | 最佳女配角                  | 梅莉·史翠普 | 提名 |
| 藝術指導公會獎               | 2015年1月31日  | 奇幻片杰出艺术指导          | 丹尼斯·蓋斯納 | 提名 |
| ACE獎                        | 2015年1月30日  | 音乐喜剧片最佳剪辑          | 瓦耶特·史密斯 | 提名 |
| 2014美國電影學會獎           | 2014年12月9日  | 年度十佳電影                | 《魔法黑森林》 | 獲獎 |
| 第68屆英國電影學院獎         | 2015年2月8日   | 最佳服裝設計                | 柯琳·艾特伍 | 提名 |
| 第68屆英國電影學院獎         | 2015年2月8日   | 最佳化妝和髮型              | 彼得·金、羅伊·海蘭 | 提名 |
| 第20屆影評人選擇獎           | 2015年1月15日  | 最佳女配角                  | 梅莉·史翠普 | 提名 |
| 第20屆影評人選擇獎           | 2015年1月15日  | 最佳樂團表演                | 《魔法黑森林》陣容 | 提名 |
| 第20屆影評人選擇獎           | 2015年1月15日  | 最佳藝術指導                | 藝術指導：丹尼斯·盖斯纳；道具：安娜·平諾克 | 提名 |
| 第20屆影評人選擇獎           | 2015年1月15日  | 最佳服裝設計                | 柯琳·艾特伍 | 提名 |
| 第20屆影評人選擇獎           | 2015年1月15日  | 最佳髮型及化妝              | | 提名 |
| CSA獎                        | 2015年1月22日  | 大预算喜剧片                | 弗兰辛·梅思勒（Francine Maisler）、伯纳德·特尔西、蒂芙尼·小坎菲尔德（Tiffany Little Canfield） | 提名 |
| 芝加哥影評人協會             | 2014年12月15日 | 最佳艺术指导                | 丹尼斯·蓋斯納、安娜·平諾克 | 提名 |
| 服裝設計公會                 | 2015年2月17日  | 卓越奇幻影片服裝設計        | 柯琳·艾特伍 | 提名 |
| 底特律影評人協會             | 2014年12月15日 | 最佳整體演出                | 《魔法黑森林》陣容 | 提名 |
| 帝國獎                       | 2015年3月29日  | 最佳男新人獎                | 丹尼爾·哈托史東 | 提名 |
| 2014年佛羅里達影評人協會獎   | 2014年12月19日 | 最佳藝術指導/最佳製作設計獎 | 丹尼斯·蓋斯納、安娜·平諾克 | 提名 |
| 第72屆金球獎s                | 2015年1月11日  | 最佳音樂及喜劇電影          | 《魔法黑森林》 | 提名 |
| 第72屆金球獎s                | 2015年1月11日  | 最佳音樂及喜劇類電影女主角  | 艾蜜莉·布朗 | 提名 |
| 第72屆金球獎s                | 2015年1月11日  | 最佳電影女配角              | 梅莉·史翠普 | 提名 |
| 化妝師和髮型師工會獎         | 2015年2月14日  | 最佳年代戏化妆              | 彼得·金 | 提名 |
| 化妝師和髮型師工會獎         | 2015年2月14日  | 最佳年代戏发型设计          | 彼得·金、羅伊·海蘭 | 提名 |
| 化妝師和髮型師工會獎         | 2015年2月14日  | 最佳特效化妆                | 羅伊·海蘭、馬特·史密斯（Matthew Smith） | 提名 |
| MPSE金捲軸獎                 | 2015年2月15日  | 最佳劇情音樂                | 迈克·海厄姆（Mike Higham）、珍妮佛·鄧寧頓（Jennifer Dunnington） | 提名 |
| MTV電影大獎                  | 2015年4月12日  | 最佳反派                    | 梅莉·史翠普 | 獲獎 |
| 鳳凰城影評人協會             | 2014年12月16日 | 最佳群戲                    | 梅莉·史翠普、艾蜜莉·布朗、詹姆斯·柯登、安娜·坎卓克、克里斯·潘恩、強尼·戴普、克莉絲汀·巴倫絲基、比利·馬格努森、 | 提名 |
| 鳳凰城影評人協會             | 2014年12月16日 | 最佳真人家庭電影            | 《魔法黑森林》 | 獲獎 |
| 鳳凰城影評人協會             | 2014年12月16日 | 最佳攝影                    | 狄昂·畢比 | 提名 |
| 鳳凰城影評人協會             | 2014年12月16日 | 最佳剪輯                    | 瓦耶特·史密斯 | 提名 |
| 鳳凰城影評人協會             | 2014年12月16日 | 最佳服裝設計                | | 提名 |
| 鳳凰城影評人協會             | 2014年12月16日 | 最佳年輕男演員              | 丹尼爾·哈托史東 | 提名 |
| 鳳凰城影評人協會             | 2014年12月16日 | 最佳年輕女演員              | 莉亞·克勞馥 | 獲獎 |
| 2014年聖地亞哥影評人協會獎   | 2014年12月15日 | 最佳藝術指導獎              | 丹尼斯·蓋斯納、安娜·平諾克 | 提名 |
| 第19屆衛星獎                 | 2015年2月15日  | 最佳群戲                    | 梅莉·史翠普、艾蜜莉·布朗、詹姆斯·柯登、安娜·坎卓克、克里斯·潘恩、強尼·戴普、莉亞·克勞馥、丹尼爾·哈托史東、麥肯澤·嫚祖、崔西·鄔曼、克莉絲汀·巴倫絲基、坦米·布兰查德、露茜·彭奇、比利·馬格努森、法蘭西斯·狄·拉·托爾 | 獲獎 |
| 第19屆衛星獎                 | 2015年2月15日  | 最佳服裝設計                | 柯琳·艾特伍 | 提名 |
| 第19屆衛星獎                 | 2015年2月15日  | 最佳製作設計                | 丹尼斯·蓋斯納 | 提名 |
| 第19屆衛星獎                 | 2015年2月15日  | 最佳音效                    | 布雷克·雷（Blake Leyh）、约翰·卡萨利（John Casali）、迈克尔·凯勒（Michael Keller）、迈克·普萊斯特伍德·史密斯（Michael Prestwoood Smith）、蕾妮·唐德莉（Renee Tondelli）                                           | 提名 |
| 第19屆衛星獎                 | 2015年2月15日  | 最佳視覺效果                | 克里斯蒂安·伊莱斯（Christian Irles）、麥特·約翰遜（Matt Johnson）、斯特凡诺·佩平（Stefano Pepin） | 提名 |
| 第21屆美國演員工會獎         | 2015年1月25日  | 最佳女配角                  | 梅莉·史翠普 | 提名 |
| 第11屆聖路易斯影評人協會獎   | 2014年12月15日 | 最佳电影配乐                | | 提名 |
| 第13屆華盛頓特區影評人協會獎 | 2014年12月8日  | 最佳群戲                    | | 提名 |
| 第13屆華盛頓特區影評人協會獎 | 2014年12月8日  | 最佳艺术指导                | 丹尼斯·蓋斯納、安娜·平諾克 | 提名 |
| 2015年兒童票選獎             | 2015年3月28日  | 最佳反派                    | 梅莉·史翠普 | 提名 |